# Neoheptaulacus puberulus
Neoheptaulacus puberulus är en skalbaggsart som beskrevs av Karl Henrik Boheman 1857. Neoheptaulacus puberulus ingår i släktet Neoheptaulacus och familjen Aphodiidae. Utöver nominatformen finns också underarten N. p. scotti.